# Ibuki (artes marciais)
Ibuki (息吹, alento) é uma técnica de respiração sonora com o fito de absorver eventual energia contrária. Grosso modo, é feita com uma longa expiração, finalizada com outra breve e vocalizada.
Tal técnica é o canal pelo qual o tanden se conecta com o golpe. Alguns chamam-na de "mãe de todas as técnicas", porque tem por finalidade melhorar todas as demais técnicas, haja vista que é virtualmente impossível conjugar todos os músculos envolvidos no exato momento do golpe sem ibuki.
A forma de respiração sincronizará a tensão em todos os músculos, para ajudá-los a se concentrar de modo firme, fazendo que seja possível contrair o corpo inteiro no tempo correto, pois concentra apenas as partes musculares efetivamente usadas na ação, deixando a execução da técnica mais rápida e forte.
Uma vez que a verdadeira potência de um golpe advém da energia canalizada desde o chão através do baixo-ventre (tanden), uma exalação mais forte com a parte inferior do abdome resultará numa técnica mais forte, e uma exalação mais curta resultará em uma técnica mais rápida. Dependendo do estilo, a técnica é praticada com menor ou maior ênfase e sempre aparece num kata.